# Justicia kirkbridei
Justicia kirkbridei är en akantusväxtart som beskrevs av D.C. Wasshausen. Justicia kirkbridei ingår i släktet Justicia och familjen akantusväxter. Inga underarter finns listade i Catalogue of Life.